# Oquerruri
Oquerruri es un despoblado que actualmente forma parte del concejo de Sabando, que está situado en el municipio de Arraya-Maestu, en la provincia de Álava, País Vasco (España).

## Toponimia
A lo largo de los siglos ha sido conocido con los nombres de Ocorrialde, Okerhuri y Oquerruriquerestuia.

## Historia
Documentado desde 1025, se desconoce cuándo se despobló.
Actualmente sus tierras son conocidas con el topónimo de Ikurrialde.